# Нельсінью Баптішта
Нельсінью Баптішта (порт. Nelsinho Baptista, нар. 22 липня 1950, Кампінас) — бразильський футболіст, що грав на позиції захисника. По завершенні ігрової кар'єри — тренер. Як головний тренер очолював ряд провідних бразильських клубів. У 1990 році привів «Корінтіанс» до першого в історії клубу титулу чемпіонів Бразилії.

## Ігрова кар'єра
У дорослому футболі дебютував 1967 року виступами за команду клубу «Понте-Прета». Кращі роки його кар'єри пройшли в «Сан-Паулу» — з 1971 по 1977 рік він зіграв за «триколірних» 262 матчі, двічі доходив до фіналу чемпіонату Бразилії і виграв чемпіонат штату в 1975 році.
У 1977 році Нельсінью перейшов у «Сантус», з яким через рік виграв ще один чемпіонат штату.
Завершив професійну ігрову кар'єру у клубі «Жувентус Сан-Паулу», за команду якого виступав протягом 1983 року і виграв бразильську Серію B.

## Кар'єра тренера
Почав тренерську кар'єру в 1985 році в «Сан-Бенту» з Сорокаби. П'ять років тренував невеликі команди в Бразилії, за винятком «Атлетіку Паранаенсе», з яким у 1988 році він виграв свій перший тренерський трофей — чемпіонат штату Парана. Недовгий період провів в «Спортінгу» з Баранкільї, який був відроджений через багато років і відразу ж був включений в колумбійську Прімеру.
У 1990 році Баптішта вперше очолив одну із команд-лідерів бразильського футболу — «Корінтіанс», і зумів відразу ж привести «тімау» до титулу чемпіонів Бразилії — вперше в історії команди.
Чемпіонську схему гри «Корінтіанса» можна описати тактичною побудовою 1-4-2-3-1. У півзахисті Вілсон Мано і Марсіо більше відповідали за перехід з оборони в атаку, по краях розташовувалися Мауро і Фабіньо, а атакуючий півзахисник Нето, який допомагав Тупанзіньйо, настільки часто виконував роль відтягнутого форварда, що тактику команди можна було охарактеризувати і як гру з двома форвардами.
На початку 1990-х років очолював «Гуарані» з Капінаса, «Палмейрас», саудівський «Аль-Хіляль». У 1993 році ненадовго повернувся в «Корінтіанс». У 1994—1996 роках тренував японську команду «Верді Кавасакі» (сучасний «Токіо Верді»), з яким виграв два Кубки Джей-ліги. У 1996—1998 роках працював з чотирма поспіль бразильськими суперклубами — «Інтернасьйоналом», «Корінтіансом», «Крузейро» і «Сан-Паулу», але відносного успіху домігся лише з командами з Сан-Паулу, двічі поспіль виграючи Лігу Паулісту.
У 1999 році працював у Чилі з найтитулованішим клубом країни «Коло-Коло». Після повернення на батьківщину в 2000—2003 роках очолював «Португезу», «Понте-Прету», «Сан-Паулу», «Гояс», «Фламенго» і «Сан-Каетано», але виграв лиш один трофей — чемпіонат штату Гояс в 2003 році, після чого на два роки повернувся Японію, на цей раз ставши тренером клубу «Нагоя Грампус».
Повернення в Бразилію вийшло не зовсім вдалим — з 2005 року він тренував «Сантус», «Сан-Каетано», «Понте-Прету» і знову «Корінтанс», але не зміг виграти жодного турніру. Більш вдало склалося його перебування на посту головного тренера «Спорту» з Ресіфі. Нельсінью Баптішта привів цю команду до перемоги в розіграші Кубка Бразилії в 2008 році, в тому ж році виграв чемпіонат штату Пернамбуку, а в наступному році знову виграв Лігу Пернамбукано.
Після цього успіху Нельсінью втретє відправився в Японію, де протягом п'яти років тренував «Касіву Рейсол». Бразильський фахівець в 2010 році привів «Касіву» до перемоги у Другому дивізіоні, а в наступному році відразу ж зробив новачка Джей-ліги чемпіоном Японії. У 2012 році його команда завоювала Суперкубок країни і Кубок Імператора. У 2013 році виграла Кубок Джей-ліги, а в 2014 році «Касіва Рейсол» стала переможцем Кубка банку Суруга завдяки перемозі над переможцем Південноамериканського кубка 2013 року аргентинським «Ланусом» (2:1).
З 2015 по 2017 рік Нельсінью Баптішта очолював японський «Віссел Кобе».
12 грудня 2017 року призначений головним тренером клубу «Спорт Ресіфі». Контракт підписаний до грудня 2018 року, втім вже 24 квітня 2018 року він покинув клуб.

## Титули і досягнення

### Як гравця
- Переможець Ліги Пауліста (2):

«Сан-Паулу»: 1975
«Сантус»: 1978

### Як тренера
- Чемпіон Бразилії (1):

«Корінтіанс»: 1990
- Володар Суперкубка Бразилії (1):

«Корінтіанс»: 1991
- Володар Кубка Бразилії (1):

«Спорт Ресіфі»: 2008
- Чемпіон Японії (3):

«Верді Кавасакі»: 1994, 1995
«Касіва Рейсол»: 2011
- Володар Кубка Імператора Японії (1):

«Касіва Рейсол»: 2012
- Володар Кубка Джей-ліги (2):

«Верді Кавасакі»: 1994
«Касіва Рейсол»: 2013
- Володар Суперкубка Японії (2):

«Верді Кавасакі»: 1995
«Касіва Рейсол»: 2012
- Володар Кубка банку Суруга (1):

«Касіва Рейсол»: 2014
- Тренер року в Джей-Лізі: 2011

#### Регіональні турніри
- Чемпіон штату Сан-Паулу (2):

«Корінтіанс»: 1997
«Сан-Паулу»: 1998
- Чемпіон штату Парана (1):

«Атлетіку Паранаенсе»: 1988
- Чемпіон штату Пернамбуку (2):

«Спорт Ресіфі»: 2008, 2009
- Чемпіон штату Гояс (1):

«Гояс»: 2003

## Особисте життя
Син, Едуардо Баптішта, також став футбольним тренером, з 2014 року очолював такі команди, як «Спорт Ресіфі», «Флуміненсе» і «Палмейрас».